# Haraszti Emil
Haraszti Emil (Nagyvárad, 1885. november 1. – Párizs, 1958. december 27.) zenetörténész, tanár, publicista. Haraszti Gyula egyetemi tanár fia, Récsi Emil unokája.

## Életútja
Haraszti Gyula és Récsi Jolán fia. Mesterei Farkas Ödön és Geiger Albert voltak. 
1907-től 1929-ig a Budapesti Hírlap zenekritikusaként dolgozott. 1908 és 1918 között a budapesti IV. kerületi (belvárosi) főreáliskola francia–német szakos tanára, 1917-től a Budapesti Tudományegyetem zenetörténet magántanára volt. 
1918-tól 1927-ig a Nemzeti Zenede igazgatója, s közben rövid ideig a Magyar Nemzeti Múzeum zenei osztályának vezetője volt. Kern Auréllal közösen szervezte újjá az intézményt.
1927-ben Párizsba költözött. 1941-ben megkapta az egyetemi nyilvános rendkívüli tanári címet.

## Fontosabb művei
- Hubay Jenő élete és művei Hubay Jenő élete és munkái. archive.org. Singer és Wolfner Kiadó Budapest,1913 (Hozzáférés: 2022. szeptember 29.)
- Wagner Richard és Magyarország (Budapest, 1916)
- Hangutánzás és jelentésváltozás az egyetemes és a magyar hangszertörténetben (1926)
- Bartók Béla (Budapest, 1930)
- A zenei formák története (Budapest, 1931)
- Barokk zene és kuruc nóta (Századok, 1933)
- La musique hongroise (Paris, 1933)
- A tánc története (Budapest, 1937)
- Béla Bartók (His life and works. Paris, 1938)
- Berlioz et la Marche hongroise (Paris, 1946)
- Franz Liszt; Picard, Paris, 1967